# Bergamo
Bergamo (lombardul Bèrghem) egy olaszországi város Lombardiában, 40 km-re Milánótól északkeletre. Bergamo megye központja, a Bergamói egyházmegye püspöki székvárosa. A várostól közvetlenül északra kezdődik a Bergamói Alpok (Alpi Orobie) vonulata. Mintegy 120 ezer lakosa van, mellyel Lombardia negyedik legnagyobb városa.

## Fekvése
A város az Alpok déli nyúlványai alatt fekszik. A hegyvidéknek a várostól északra elterülő része a Bergamói Alpok nevet viseli, amelybe a Serio és a Brembo folyók mély völgyeket vágtak.

## Történelme
Bergamo története az évszázadok során osztozott a szomszédos Bresciáéval. Valószínűleg a kelták alapították, majd i. e. 200 körül a rómaiak hódították meg, és ekkor kapta a Bergamum nevet. A Római Birodalom korában azonban – noha már Julius Caesar alatt municipiummá lett – nem volt különösebb fontossága. Igazi jelentőségre a longobárdok alatt tett szert, amikor hercegi székhely lett. 1167-ben már önálló városként csatlakozott a Lombard Ligához a I. Frigyes német-római császár vezette seregek visszaverése érdekében. A 13. században a Della Torre, majd a Visconti család birtokába került. 1428-ban, akárcsak Brescia, Velence fennhatósága alá került. 1797-ben, amikor Bonaparte tábornok megszüntette a Velencei Köztársaságot, a rövid életű Ciszalpin Köztársasághoz csatolták. A francia Első Császárság bukása után a bécsi kongresszus az Osztrák Birodalom fennhatósága alatt létrehozott Lombard–Velencei Királysághoz csatolta. 1859-ben, a szárd–francia–osztrák háborúban a Szárd–Piemonti Királyság szerezte meg, ennek tartományaként 1861-ben az egyesült Olasz Királyság részévé vált.

## Népessége
2007-ben a városnak 117 032 lakosa volt (vonzáskörzetében egymillióan laknak). A város 90%-a 2006-ban olasz volt. A legtöbb bevándorló Európából (sokan Romániából és Albániából) érkezik, 3% Dél-Amerikából (legtöbbször Bolíviából). 2011-es számlálás alapján a lakossága 115 499 fő. 2015 végére alkalmasint újra elérte a 120 ezer főt.
A népesség számának alakulása:

## Látnivalók

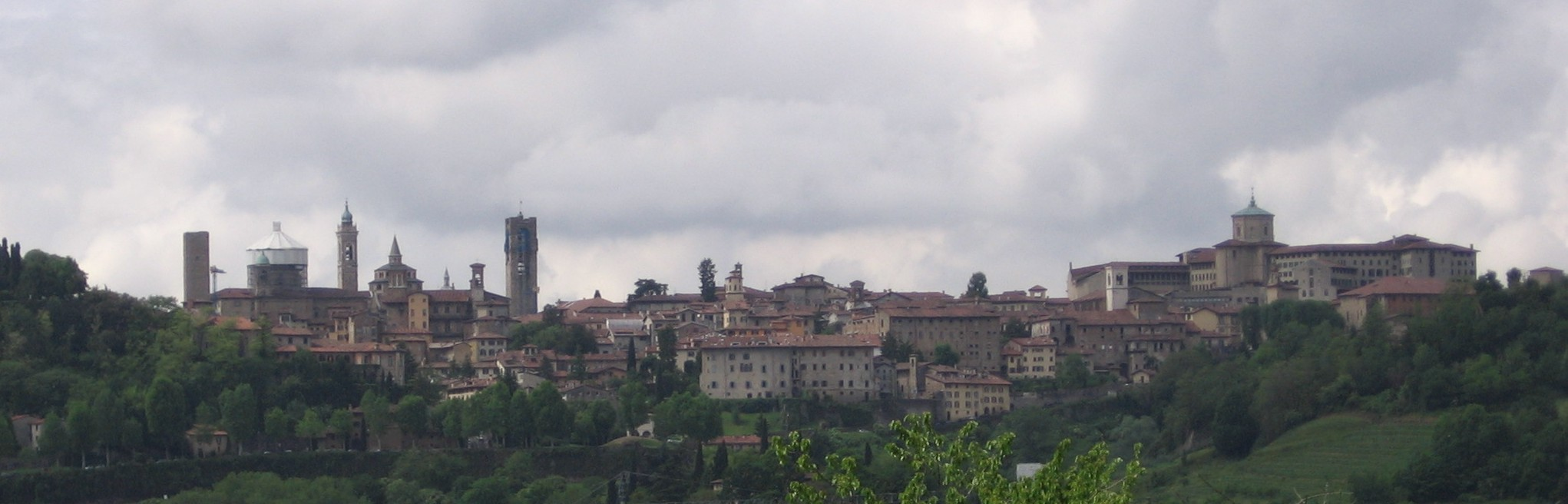
A bergamói Felsőváros (Città alta) látképe

A város két fő részből áll: a Cittá altából (felső város) és a Cittá bassából (alsó város). Az előbbi az óváros, itt van a legtöbb nevezetesség, az utóbbi meg a modern, a 20. században kiépült lakónegyed.

### Città alta
Bergamo régi magva a Felsőváros, amelyet ma is fal övez, és csaknem érintetlenül megőrizte középkori jellegét. Gyalogosan, autóbusszal vagy leggyorsabban fogaskerekűn érhető el. Erődítményrendszere a velencei fennhatóság idején, 1561 és 1598 között épült fel. A fal és a négy kapu ma is csaknem teljes épségben áll: a Porta Sant’Agostino (keleten), a Porta San Giacomo (délen), Porta Garibaldi (északon) és a Porta San Alessandro (északnyugaton). Az óváros fő látnivalói:
- San Michele al Pozzo-templom – a 12. században épült, falfestményeinek egy részét Lorenzo Lotto festette.
- Rocca – Bergamo vára a 377 méter magas Sant'Eufemia dombot koronázza meg. 1331-ben kezdték építeni a Viscontiak. A vár két múzeumnak nyújt otthont: a Museo Romano a történelem előtti időkből és a római korból származó régészeti leleteket, a Museo Risorgimento pedig az olasz szabadságmozgalomra vonatkozó dokumentumokat tárja a közönség elé.
- Torre Gombito – 52 m magas, szögletes torony, a város kevés fennmaradt lakótornyainak egyike a 11. századból származik.
- Palazzo Nuovo – a késő reneszánsz kori építészet kiemelkedő alkotása. Scamozzi, Palladio tanítványa építette a 17. század elején. Hosszú időn keresztül a városi hatóság székhelye volt. Mindhárom szintje különbözik egymástól és mégis harmonikus hatást kelt. A földszint magas, oszlopokon nyugvó boltívek hosszú sorából áll. Az első emelet szögletes ablakait három-három oszlop választja el egymástól, az ablakok fölött három különféle díszítést alkalmaztak. A második, alacsony emelet szögletes ablakai már csaknem dísztelenek. Az épületben 500 000 kötetes könyvtár kapott helyet.
- Palazzo della Ragione vagy Palazzo Vecchio – eredete a 12. század végére nyúlik vissza; egyike Olaszország legrégebbi városházépüleíeinek. Egyetlen, hatalmas gótikus csarnok. Az épület 1513-ban leégett, az évszázad közepén építették újjá, nagyjából megtartva eredeti formáját. Három oldalán három-három hatalmas ív áll nyitva elöl-hátul a két tér, valamint oldalt a tereket összekötő, keskeny átjáró felé. Főhomlokzatát a középső, kissé nagyobb ív fölött erkély, afölött pedig velencei Szent Márk-oroszlán díszíti; oldalt Torquato Tasso szobra áll, akinek családja Bergamóból származik.
- Duomo – noha 1460-ban fogtak építésébe, nagyrészt a 16. században nyerte el jelenlegi formáját, sőt még a 19. században is jelentős alakításokat végeztek rajta. Kupolája 1853-ban, homlokzata 1887-ben készült el. A székesegyház belső kiképzése nagyrészt a 16–17. századból való.
- Santa Maria Maggiore-templom – az alapjaiban román stílusú építmény eredete 1137-re nyúlik vissza. Díszes kapuzatai a 14. század közepéről származnak; három apszisa és Bertolasio Moroni harangtornya 1436-ban, sekrestyéje 1481-ben épült. Díszes, barokkos kiképzése az 1600 körüli évekből ered. 1855-ben a templomban helyezték el Donizetti sírját. A háromhajós templom alaprajza latinkereszt alakú. Legértékesebb műkincsei közé tartoznak a falait borító gobelinek, amelyeket 16. századi toszkánai és 18. századi flamand mesterek készítettek. A faragott, intarziás mintákkal tarkított szentélypadló Lorenzo Lotto műve. A festmények közül említésre méltó a főhajóban Luca Giordano alkotása, az Átkelés a Vörös-tengeren.
- Colleoni-kápolna – a lombardiai reneszánsz építőművészet legelső, s máig kimagasló remeke. Giovanni Antonio Amadeo 1470-től 1476-ig építette. A 18. században jelentős átalakításokat hajtottak végre rajta és Tiepolo 1732-ben festette gyönyörű mennyezetfreskóit. A kápolna tulajdonképpen egy mauzóleum, itt nyugszik Bartolomeo Colleoni, a Velencei Köztársaság szolgálatában állt bergamói kapitány (l. Bartolomeo Colleoni lovas szobra).
- Battistero – a keresztelőkápolna valamikor a Santa Maria Maggiore-templom belsejében állt; Giovanni da Campione készítette 1340-ben, a templom kapuzataival egy időben. Azóta többször is áthelyezték. 1660-ban a székesegyház mellett állították fel, majd a kanonokok lakóházának udvarán, végül 1898-ban került jelenlegi helyére, a Colleoni-kápolna és a várostorony közötti területre. Igen tetszetős, arányos elrendezésű nyolcszögletes kis épület, alapjaiban román stílusú. A kápolnát övező kerítésen kétoldalt, továbbá a karcsú oszlopokkal körülvett földszinti rész keskeny fülkéiben és a tetőzet alján körös-körül rengeteg szobor áll, közülük a legnagyobb a csúcsán elhelyezett angyalfigura.
- Cittadella – a város második erődítménye. A Viscontiak építették a 14. században. Vaskos, szögletes és barokkos oromzatú toronykapun át közelíthető meg négyszögletes udvara, amelynek jobb oldalán román stílusú árkádsor vezet végig. Az épület többi részét a későbbi századokban építették hozzá. Falai között ma római kori lapidáriumot és természettudományi múzeum működik.

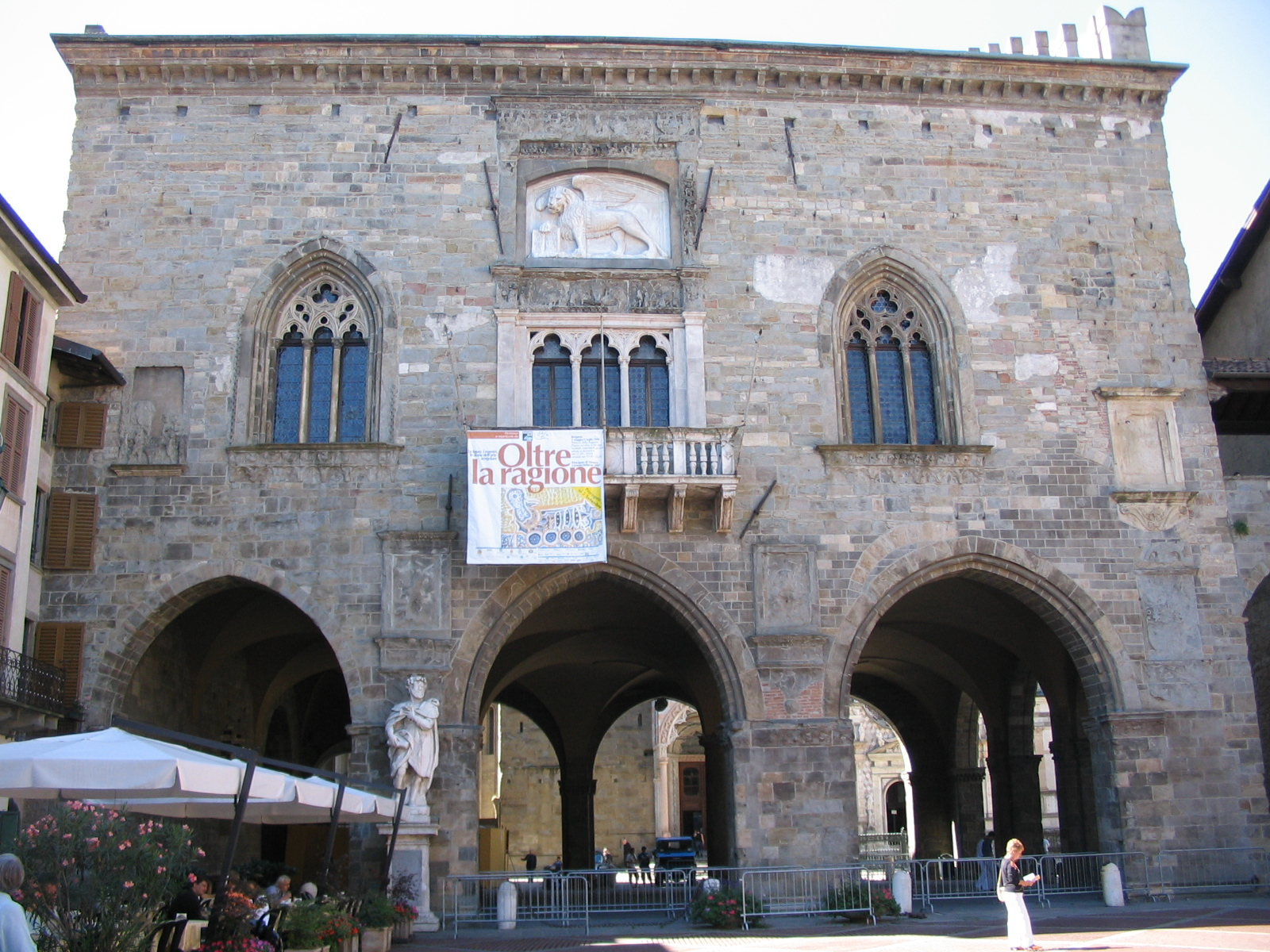
Palazzo della Ragione
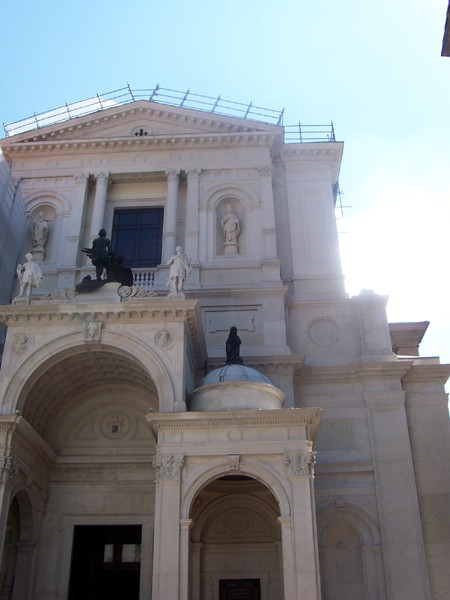
A dóm főhomlokzata
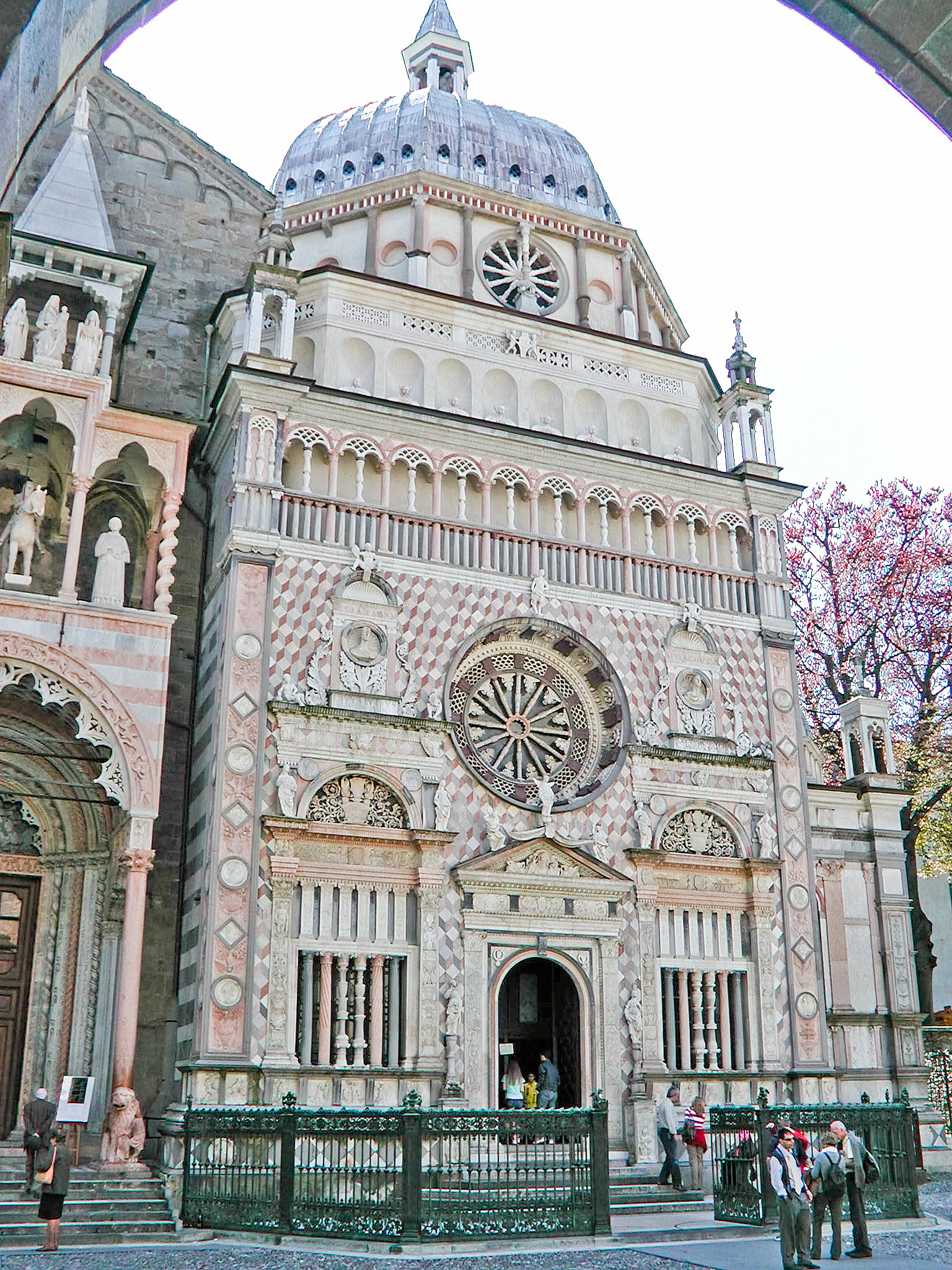
A Colleoni-kápolna

### Città bassa
Az alsóváros központját kettős tér, a Piazza Matteotti és a tőle északra fekvő Piazza Veneto alkotja. Ezen városrész nagy része a huszadik század során épült ki. Fő látnivalói:
- Porta Nuova – a város hajdani határán kétoldalt álló, klasszicista stílusú vámházak
- Santa Maria delle Grazie-templom – a 19. században épült eklektikus stílusú templom, hatalmas kupolával
- Teatro Donizetti – a színházépület eredetileg 1785-ben épült, de 1797-ben leégett. Két év múlva újjáépítették (ekkor a Riccardi nevet viselte), majd 1898-ban ismét átalakították. A színházban rendszeresen megrendezik az operák, valamint az új zeneművek fesztiválját. Előtte áll a neves zeneszerző szobra.
- San Bartolomeo-templom – 13. századi eredetű homlokzata azonban 1901-ből való. Több értékes festményt, szobrot őriz, ezek közül is kiemelkedik Lorenzo Lottónak 1516-ból származó oltárképe, a mester egyik fő műve: Mária a gyermek Jézussal és szentekkel. Művésziek a 11. századi faragott szentélypadok is.
- Santo Spirito-templom – 1309-ben épült. 1521-ben, majd 1850-ben restaurálták és bővítették. Uralkodó stílusa, a korai reneszánsz főként a templom belsejében figyelhető meg, ahol a díszítések az első átépítés idejéből származnak. Műkincsei közül Lottónak a jobb oldali negyedik kápolnában látható festménye (Madonna négy szenttel – 1521), valamint Borgognone poliptychona (1508) emelhetők ki.
- San Bernardino in Pigolo-templom – igen szép, késő gótikus építmény, több értékes festménnyel. 1593-ban épült.
- Accademia Carrara – gyűjteményét Giacomo Carrara gróf alapozta meg, 1795-ben. Az itáliai festők remekeit iskolák szerinti csoportosításban mutatja be. A velencei festők közül Giovanni Bellini, Francesco di Simone, Andrea Previtali, Palma Vecchio, a bergamóiak közül Cariani, Evaristo Baschenis, Fra Galgario; míg a milánóiak közül Borgognone és Bernardino Luini festményei láthatók. Ezeken kívül Fra Angelico, Tiepolo, Pisanello, Canaletto, Van Dyck, Ruysdael, Cranach, Dürer művei is. Gazdag és értékes, több mint 2000 darabból álló rajzgyűjtemény is található a képtárban, valamint hozzávetőleg 8000 metszet, köztük Canaletto Velence-sorozata is.

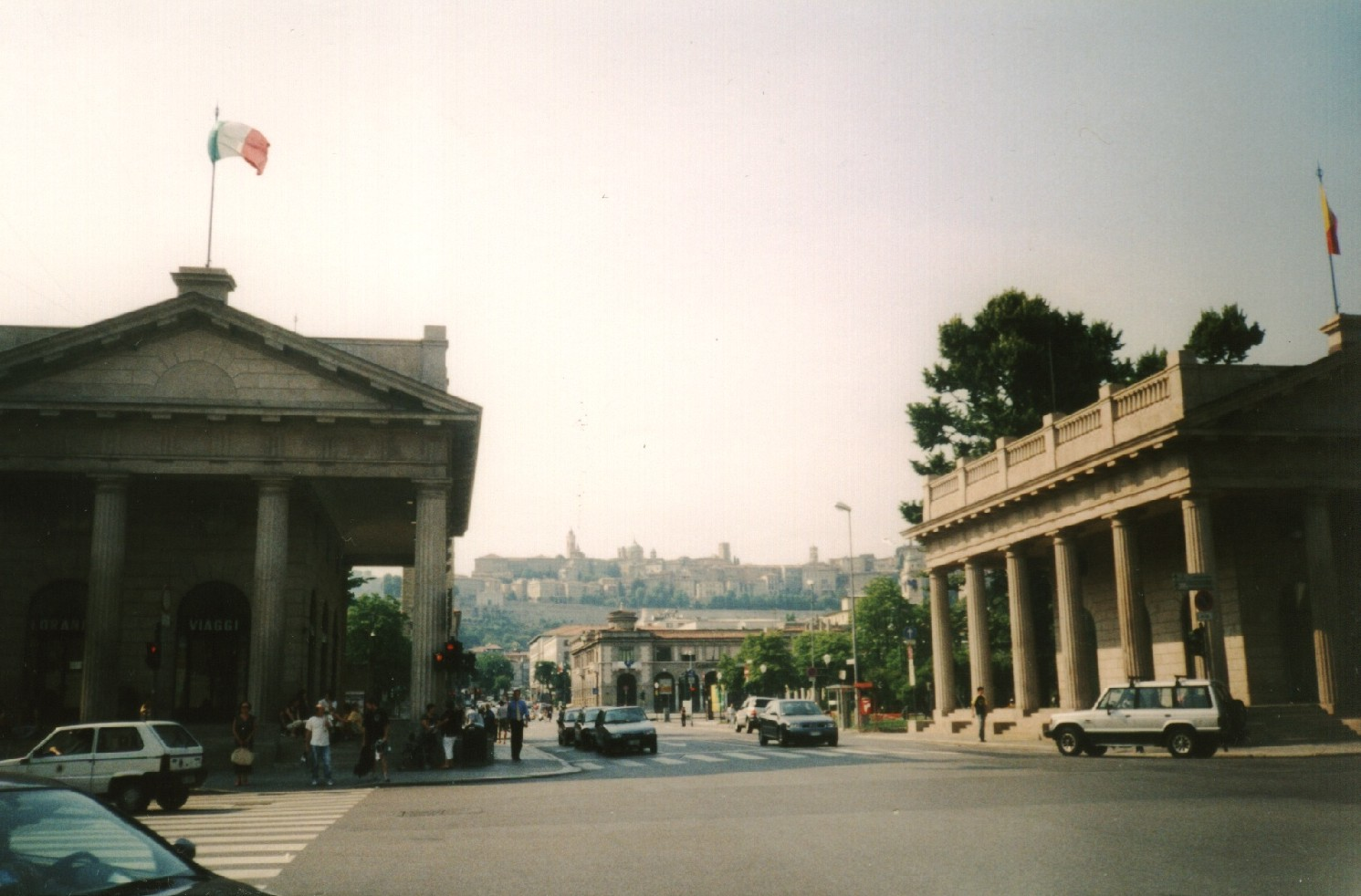
Porta Nuova
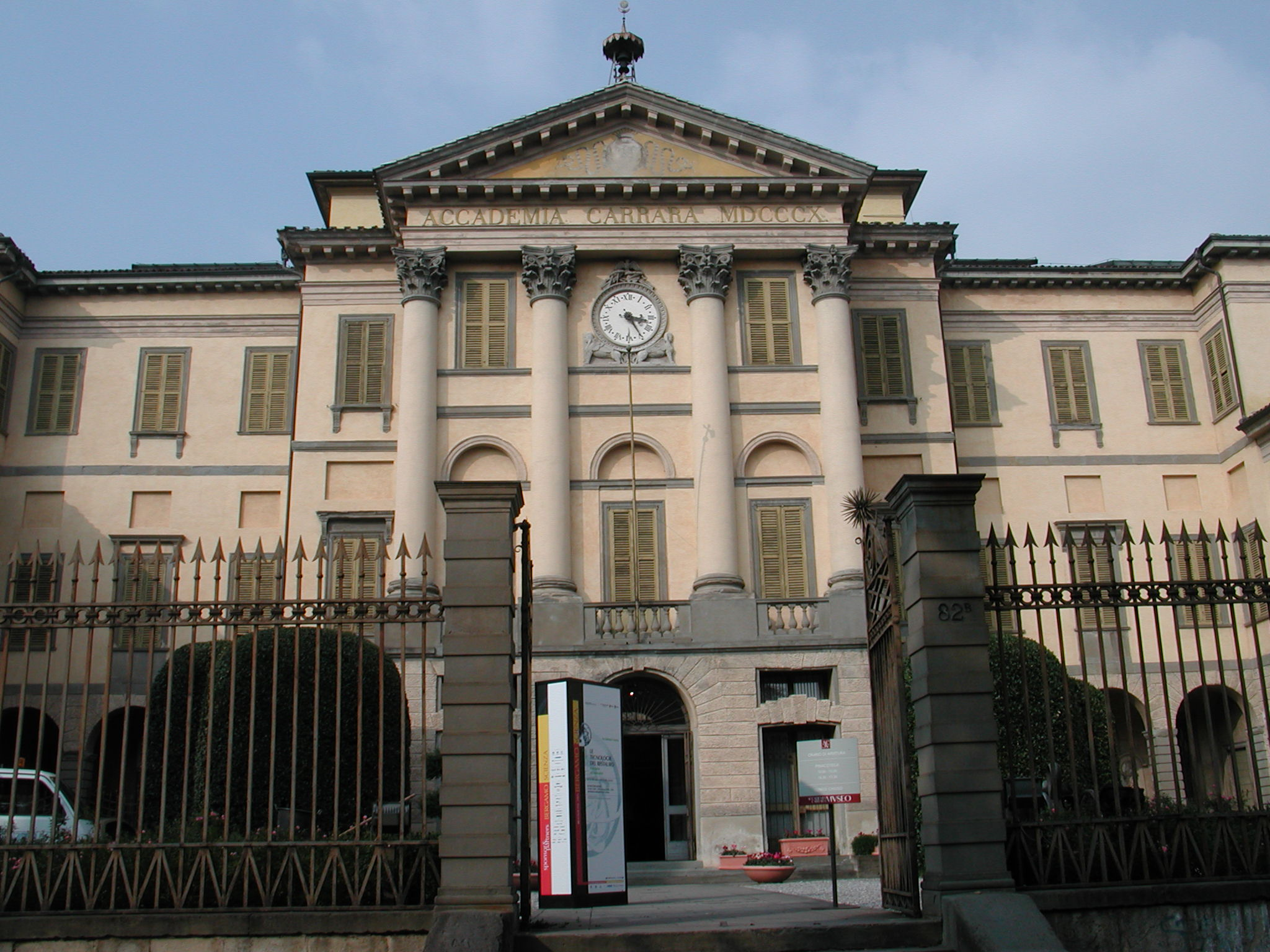
Accademia Carrara

### Környék
A szomszédságában található Borgo Santa Caterina az I Borghi più belli d'Italia ("Olaszország legszebb falvai") tagja.

## Sport

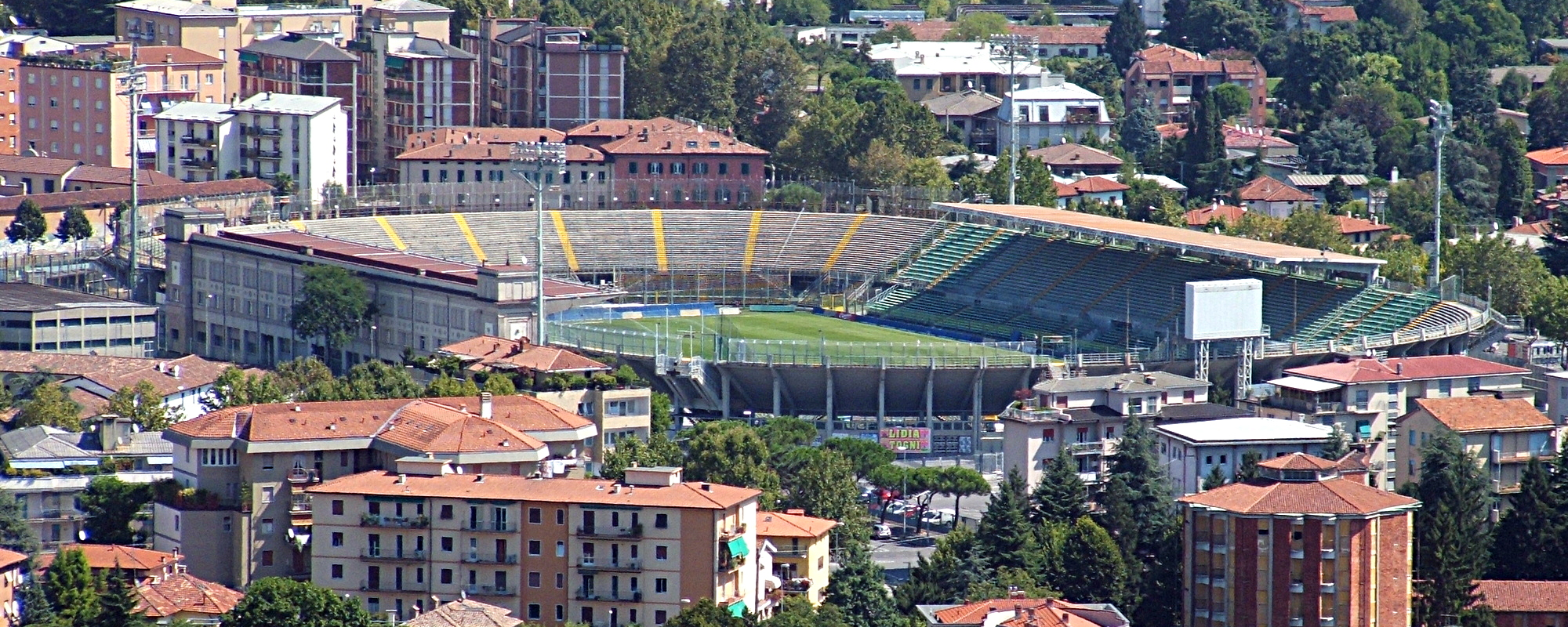
A stadion

A városnak két első osztályú egyesülete van.
- Labdarúgócsapata, az Atalanta BC, hosszú évek ingázása után, immáron folyamatosan a Serie A-ban szerepel. A 2018-19-es szezonban rekordot jelentő bronzérmet szereztek, így történelmük során először indulhattak a Bajnokok-Ligájában.
- Női röplabdacsapata, a Foppapedretti Bergamo ötszörös Bajnokok Ligája győztesnek (1997, 1999, 2000, 2005, 2007), egyszeres CEV Kupa győztesnek (2004), hétszeres Olasz Bajnoknak (1996, 1997, 1998, 1999, 2002, 2004, 2006), valamint négyszeres Olasz Kupagyőztesnek (1996, 1997, 1998, 2006) vallhatja magát, holott a klubot csak 1991-ben alapították.

## Egészségügy
A város jelentős egészségügyi központja, az Ospedale Papa Giovanni XXIII, egy kórház, amely 1080 betegággyal, 36 műtőteremmel rendelkezik. A kórháznak kiemelkedő a transzplantációs, csecsemő- és gyermek, onkóhematológiai valamint a szív és érgyógyászati osztálya. A kórház 4.600 dolgozóval rendelkezik, ebből 719 fő orvos, 1983 ápoló fő, 272 fő pedig műszaki dolgozó.

## Közlekedés
Fontos közlekedési csomópont: Bergamo központi vasútállomásán a Lecco–Brescia-vasútvonal, a Milánó–Bergamo-vasútvonal és a 
Seregno–Bergamo-vasútvonal találkozik.
Az A4-es autópálya (Torino-Trieszt) mentén fekszik, s szinte minden irányból futnak országutak a városba.

### Légiközlekedés
Bergamo repülőtere az Orio al Serio a belvárostól 4,3 km-re (10 perc autóbusszal), valamint Milánótól 55 km-re (egy óra tömegközlekedéssel). A repülőteret elsősorban diszkont légitársaságok használják, amelyek az ide érkező járatokat Milánó úticéllal értékesítik.

## Testvérvárosok
- USA Greenvile
- USA Pueblo
- Franciaország Mulhouse
- Oroszország Tver
- Kína Bengu
- Argentína Buenos Aires

## Híres személyek
- Caravaggio (1571–1610), festő
- Ermanno Olmi (1931–2018), rendező, forgatókönyvíró
- Carlo Emilio Bonferroni matematikus
- Gaetano Donizetti (1797–1848) zeneszerző
- Giacomo Agostini motorversenyző bajnok
- Roberto Donadoni labdarúgó, edző
- Angelo Domenghini labdarúgó, edző
- Giacinto Facchetti labdarúgó, sportvezető
- Felice Gimondi sokszoros bajnok kerékpáros
- Pietro Vierchowod labdarúgó, sportszakíró
- Angelo Mai (1782–1854) bíboros, teológus, filológus
- Angelo Giuseppe Roncalli (1881–1963) XXIII. János pápa
- Laura Teani olimpiai ezüstérmes vízilabdázónő, kapus